# Auto*Mat (film)
Auto*Mat je český dokumentární film režiséra Martina Marečka překračující hranice filmového média. Jedná se o osobní příběh aktivity pro zdravější a živější město, která se z malé a poetické iniciativy postupně stává zavedenou pražskou organizací. Hlavním tématem je zkoumání limitů občanského aktivismu a doprava v Praze, zejména problémy individuální mobility, otázky koncepce městské dopravy a podpora  pěší a cyklistické dopravy.
Režisér sbíral materiál v průběhu let 2002 až 2008, kdy nejprve vytvořil a poté podporoval stejnojmennou iniciativu Auto*Mat. Ve filmu je zobrazena historie tohoto sdružení, jeho přerod od čistě aktivistických polemických výstřelků přes snahu o spolupráci s politickou reprezentací a policií (například při organizaci cyklojízd) k hlídání politiků, zda plní dané sliby a proklamace. 
Poměrně dost prostoru je věnováno osobě primátora Prahy Pavla Béma a jeho obraz je ve filmu rozporuplný.
Film získal během Mezinárodního festivalu dokumentárních filmů v Jihlavě cenu České televize „nejlepší český dokumentární film desetiletí“.

## Zajímavosti
V září 2010 přišel člen poroty festivalu Ekofilm Vlado Milunić s obviněním, že z ministerstva životního prostředí, které má nad festivalem záštitu, přišel od ministra Pavla Drobila pokyn, že Auto*Mat nesmí vyhrát žádnou z cen. Pavel Drobil obvinění odmítl, ale Milunić na obvinění trvá.

## Přijetí
Film byl uveden na řadě mezinárodních festivalů a získal několik cen.
Výběr: 
- IDFF Yamagata 2009 (Japonsko, film v mezinárodní soutěži)
- IDFF Torino 2009 (Itálie, Cena studentské poroty)
- MFDF Jihlava 2009 (Česká radost, Cena diváků)
- Vision du Reel 2009 - Nyon (Švýcarsko)
- Planet Doc Review Film Festival 2009 - Warsaw (Polsko)
- DMZ Korean International Documentary Festival 2009 - Paju (Jižní Korea, Cena poroty)
- DOK Leipzig 2009 (Německo)
- CPH DOX 2009 - Copenhagen (Dánsko)
- Indie Space 2009 - Seoul (Jižní Korea)
- One World Romania 2010 (Rumunsko)
- Jeden svět 2010
- BAFICI-Buenos Aires International Independent Film Festival 2010 (Argentina)
- Finále Plzeň 2010
- Green Film Festival in Seoul 2010 (Jižní Korea)
- Kino na hranici 2010 (Český Těšín)
- FIDADOC Agadir  Festival 2010 (Maroko)
- The International Festival of Local Televisions 2010 - Košice (Slovensko)
- 4 živly 2010 - Banská Štiavnica (Slovensko)
- London Festival of Architecture 2010 (Velká Británie)
- DOCUMENTARIST – Istanbul Documentary Days 2010 (Turecko), ad.

### Recenze
- RYNDA, Vojtěch. Kdo seje silnice, sklízí auta. Lidovky.cz [online]. 2009-9-24. Dostupné online.
- LUKEŠ, Petr. Žijeme v autokracii?. Host. 2009, čís. 9, s. 80.  Dostupné online.
- ZELNÍČEK, Jakub. Jedeme v tom všichni!. A2. 2009-9-30, čís. 20. Dostupné online.
- FILA, Kamil. Recenze: Auto*Mat nakonec polidští i protivné aktivisty. Aktuálně.cz [online]. 2009-9-30. Dostupné online.
- MACH, Martin. Marečku, podejte si auto.  Ekolist.cz [online]. 2009-29-9.  Dostupné online
- BYSTŘIČAN, Ivo. Občanská společnosti není automat.  Deník referendum [online]. 2010-6-10. Dostupné online.
- Další recenze na stránkách filmu